# 東京都幼稚園一覧
東京都幼稚園一覧（とうきょうとようちえんいちらん）は、東京都の幼稚園の一覧。廃止された幼稚園については東京都幼稚園の廃園一覧を参照。

## 国立幼稚園
- 東京学芸大学附属幼稚園小金井園舎
- 東京学芸大学附属幼稚園竹早園舎
- お茶の水女子大学附属幼稚園

## 公立幼稚園

### 特別区

#### 千代田区
- 千代田区立麹町幼稚園
- 千代田区立九段幼稚園
- 千代田区立番町幼稚園
- 千代田区立お茶の水幼稚園
- 千代田区立千代田幼稚園
- 千代田区立昌平幼稚園
- 千代田区立いずみこども園
- 千代田区立ふじみこども園

#### 中央区
- 中央区立泰明幼稚園
- 中央区立中央幼稚園
- 中央区立明石幼稚園
- 中央区立京橋朝海幼稚園
- 中央区立明正幼稚園
- 中央区立日本橋幼稚園
- 中央区立有馬幼稚園
- 中央区立久松幼稚園
- 中央区立月島幼稚園
- 中央区立月島第一幼稚園
- 中央区立月島第二幼稚園
- 中央区立晴海幼稚園
- 中央区立豊海幼稚園
- 中央区立常盤幼稚園（休園）

#### 港区
- 港区立赤羽幼稚園
- 港区立芝浦幼稚園
- 港区立高輪幼稚園
- 港区立白金台幼稚園
- 港区立三光幼稚園
- 港区立港南幼稚園
- 港区立麻布幼稚園
- 港区立南山幼稚園
- 港区立本村幼稚園
- 港区立中之町幼稚園
- 港区立青南幼稚園
- 港区立にじのはし幼稚園

#### 新宿区
- 新宿区立津久戸幼稚園
- 新宿区立市谷幼稚園
- 新宿区立早稲田幼稚園
- 新宿区立鶴巻幼稚園
- 新宿区立牛込仲之幼稚園
- 新宿区立余丁町幼稚園
- 新宿区立四谷第六幼稚園
- 新宿区立花園幼稚園
- 新宿区立大久保幼稚園
- 新宿区立戸塚第二幼稚園
- 新宿区立落合第三幼稚園
- 新宿区立落合第四幼稚園
- 新宿区立淀橋第四幼稚園
- 新宿区立西戸山幼稚園
- 新宿区立四谷子ども園
- 新宿区立あいじつ子ども園
- 新宿区立西新宿子ども園
- 新宿区立江戸川幼稚園（休園）
- 新宿区立富久幼稚園（休園）
- 新宿区立戸山幼稚園（休園）
- 新宿区立戸塚第一幼稚園（休園）
- 新宿区立戸塚第三幼稚園（休園）
- 新宿区立落合第二幼稚園（休園）
- 新宿区立落合第六幼稚園（休園）

#### 文京区
- 文京区立第一幼稚園
- 柳町こどもの森 文京区立柳町幼稚園
- 文京区立明化幼稚園
- 文京区立青柳幼稚園
- 文京区立根津幼稚園
- 文京区立小日向台町幼稚園
- 文京区立本駒込幼稚園
- 文京区立千駄木幼稚園
- 文京区立後楽幼稚園
- 文京区立認定こども園元町幼稚園
- 文京区立お茶の水女子大学こども園

#### 台東区
- 台東区立根岸幼稚園
- 台東区立竹町幼稚園
- 台東区立大正幼稚園
- 台東区立清島幼稚園
- 台東区立富士幼稚園
- 台東区立千束幼稚園
- 台東区立金竜幼稚園
- 台東区立田原幼稚園
- 台東区立台桜幼稚園
- 台東区立育英幼稚園
- 台東区立石浜橋場こども園

#### 墨田区
- 墨田区立緑幼稚園
- 墨田区立柳島幼稚園
- 墨田区立菊川幼稚園
- 墨田区立第三寺島幼稚園
- 墨田区立立花幼稚園

#### 江東区
- 江東区立平久幼稚園
- 江東区立南陽幼稚園
- 江東区立つばめ幼稚園
- 江東区立元加賀幼稚園
- 江東区立豊洲幼稚園
- 江東区立枝川幼稚園
- 江東区立ひばり幼稚園
- 江東区立第二亀戸幼稚園
- 江東区立大島幼稚園
- 江東区立第三大島幼稚園
- 江東区立第五砂町幼稚園
- 江東区立東砂幼稚園
- 江東区立なでしこ幼稚園
- 江東区立みどり幼稚園

#### 品川区
- 品川区立城南幼稚園
- 品川区立平塚幼稚園
- 品川区立浜川幼稚園
- 品川区立御殿山幼稚園
- 品川区立第一日野幼稚園
- 品川区立台場幼稚園
- 品川区立二葉幼稚園
- 品川区立八潮わかば幼稚園

#### 目黒区
- 目黒区立ひがしやま幼稚園
- 目黒区立げっこうはらこども園
- 目黒区立みどりがおかこども園

#### 世田谷区
- 世田谷区立三島幼稚園
- 世田谷区立給田幼稚園
- 世田谷区立中町幼稚園
- 認定こども園 世田谷区立多聞幼稚園
- 世田谷区立松丘幼稚園
- 世田谷区立砧幼稚園
- 世田谷区立八幡山幼稚園
- 世田谷区立桜丘幼稚園

#### 渋谷区
- 渋谷区立臨川幼稚園
- 渋谷区立広尾幼稚園
- 渋谷区立山谷幼稚園
- 渋谷区立千駄谷幼稚園

#### 中野区
- 中野区立かみさぎ幼稚園
- 中野区立ひがしなかの幼稚園

#### 杉並区
- 杉並区立下高井戸子供園
- 杉並区立堀ノ内子供園
- 杉並区立高円寺北子供園
- 杉並区立成田西子供園
- 杉並区立高井戸西子供園
- 杉並区立西荻北子供園

#### 豊島区
- 豊島区立西巣鴨幼稚園
- 豊島区立池袋幼稚園
- 豊島区立南長崎幼稚園

#### 北区
- 北区立うめのきなかよしこども園
- 北区立さくらだこども園

#### 荒川区
- 荒川区立南千住第二幼稚園
- 荒川区立町屋幼稚園
- 荒川区立花の木幼稚園
- 荒川区立尾久第二幼稚園
- 荒川区立日暮里幼稚園
- 荒川区立汐入こども園

#### 板橋区
- 板橋区立高島幼稚園

#### 練馬区
- 練馬区立北大泉幼稚園
- 練馬区立光が丘むらさき幼稚園
- 練馬区立光が丘さくら幼稚園

#### 足立区
- 足立区立元宿こども園
- 足立区立鹿浜こども園
- 足立区立おおやたこども園

#### 葛飾区
- 葛飾区立北住吉幼稚園

#### 江戸川区
- 江戸川区立船堀幼稚園

### 日野市
- 日野市立第二幼稚園
- 日野市立第四幼稚園
- 日野市立第七幼稚園

## 私立幼稚園

### 特別区

#### 千代田区
- 神田寺幼稚園
- 暁星幼稚園
- 白百合学園幼稚園
- 雙葉小学校附属幼稚園

#### 港区
- 愛育幼稚園
- 麻布山幼稚園
- 麻布みこころ幼稚園
- 安藤記念教会附属幼稚園
- サンタ・セシリア幼稚園
- 枝光会附属幼稚園
- 白金幼稚園
- 聖徳大学三田幼稚園
- 東洋英和幼稚園
- 南部坂幼稚園
- みなと幼稚園
- 明徳幼稚園
- 霊南坂幼稚園
- 若葉会幼稚園

#### 新宿区
- 赤城幼稚園
- 牛込成城幼稚園
- おおや幼稚園
- 下落合みどり幼稚園
- 戸山幼稚園
- 豊多摩幼稚園
- 伸びる会幼稚園
- 目白ヶ丘幼稚園
- 目白平和幼稚園
- 四谷新生幼稚園
- 西新宿こども園(幼稚園)

#### 文京区
- 愛星幼稚園
- 音羽幼稚園
- 京北幼稚園
- 彰栄幼稚園
- 諸聖徒幼稚園
- 大日坂幼稚園
- 中央会堂幼稚園
- 貞静幼稚園
- 同仁美登里幼稚園
- 日本女子大学附属豊明幼稚園
- 福寿幼稚園
- 文京女子大学文京幼稚園
- 聖園幼稚園
- 明照幼稚園
- 大和郷幼稚園
- 弓町本郷幼稚園
- 根津幼稚園

#### 台東区
- 寛永寺幼稚園
- 仰願寺幼稚園
- 蔵前幼稚園
- 浅草寺幼稚園
- 台東初音幼稚園
- 徳風幼稚園
- 谷中幼稚園

#### 墨田区
- あさひ幼稚園
- あづま幼稚園
- 江東学園幼稚園
- 言問幼稚園
- 本所白百合幼稚園
- 向島文化幼稚園

#### 江東区
- 大島新生幼稚園
- 亀戸幼稚園
- きよし幼稚園
- 江東めぐみ幼稚園
- 江東YMCA幼稚園
- 神明幼稚園
- 月かげ幼稚園
- 双葉幼稚園
- まなべ幼稚園
- まんとみ幼稚園
- れいがん寺幼稚園

#### 品川区
- あけぼの幼稚園
- アライアンス幼稚園
- エトワール幼稚園
- 荏原学園旭幼稚園
- 大井うさぎ幼稚園
- 大崎幼稚園
- 小野学園幼稚園
- 亀田幼稚園
- 行慶寺ルンビニ幼稚園
- 品川教会附属幼稚園
- 専修幼稚園
- 洗足うさぎ幼稚園
- 帝京にしき幼稚園
- 日本音楽学校附属幼稚園
- ひつじ丘幼稚園
- ひまわり幼稚園
- 文教大学付属幼稚園
- 八潮幼稚園

#### 目黒区
- アゼィリア幼稚園
- 育英幼稚園
- 円融寺幼稚園
- 柿ノ木坂幼稚園
- 恵泉バプテスト教会附属めぐみ幼稚園
- 駒場幼稚園
- 枝光会駒場幼稚園
- 枝光学園幼稚園
- 志のぶ幼稚園
- 東光寺幼稚園
- 中目黒幼稚園
- 目黒日本大学幼稚園
- 碑文谷教会付属幼稚園
- 平塚幼稚園
- ペテル幼稚園
- 目黒幼稚園
- 目黒サレジオ幼稚園
- 祐天寺附属幼稚園
- 若草幼稚園
- 若水幼稚園

#### 大田区
- 浅間幼稚園
- 池上みどり幼稚園
- 鵜ノ木幼稚園
- 大田こまどり幼稚園
- 大森幼稚園
- 大森聖マリア幼稚園
- 大森双葉幼稚園
- 大森みのり幼稚園
- 大森ルーテル幼稚園
- 蒲田保育専門学校附属幼稚園
- 蒲田ルーテル幼稚園
- 北糀谷幼稚園
- 糀谷幼稚園
- 光明幼稚園
- 光輪幼稚園
- 小鳩幼稚園
- こひつじ幼稚園
- サムエル幼稚園
- 白百合幼稚園
- 清明学園幼稚園
- 小さき花の幼稚園
- 田園調布幼稚園
- 田園調布ルーテル幼稚園
- 天使幼稚園
- 東京幼稚園
- 東京昭和幼稚園
- 徳持幼稚園
- 南蒲幼稚園
- 日新幼稚園
- パール幼稚園
- ぶどうの木幼稚園
- 福音ルーテル教会大岡山幼稚園
- 藤美幼稚園
- 馬込幼稚園
- 馬込なかよし幼稚園
- 丸子幼稚園
- 瑞穂幼稚園
- みたけ幼稚園
- 道塚幼稚園
- 嶺町幼稚園
- 明善幼稚園
- めぐみ幼稚園
- 矢口幼稚園
- 雪ヶ谷ルーテル幼稚園
- 六郷幼稚園
- 若草幼稚園
- 若竹幼稚園
- 和敬幼稚園

#### 世田谷区
- 愛珠幼稚園
- 愛隣幼稚園
- 青葉学園幼稚園
- あかつつみ幼稚園
- あけぼの幼稚園
- 麻生学園深沢幼稚園
- 淡島幼稚園
- 育成幼稚園
- いづみ幼稚園
- 永安寺学園幼稚園
- 円光院幼稚園
- 奥沢幼稚園
- 家庭幼稚園
- 上野毛幼稚園
- 銀の鈴幼稚園
- 国本幼稚園
- 慶元寺幼稚園
- 尾山台ナザレン幼稚園
- コドモの園幼稚園
- 佼成学園幼稚園
- こひつじ幼稚園
- さくら幼稚園
- 三軒茶屋幼稚園
- 昭和女子大学附属昭和幼稚園
- 松蔭幼稚園
- 常徳幼稚園
- 春光幼稚園
- 白菊幼稚園
- 鈴蘭幼稚園
- 成城幼稚園
- 聖セシリア喜多見幼稚園
- 聖ドミニコ学園幼稚園
- 瀬田幼稚園
- 世田谷幼稚園
- 世田谷聖母幼稚園
- 世田谷若葉幼稚園
- 代田幼稚園
- 玉川幼稚園
- 玉川小羊幼稚園
- 調布幼稚園
- 田園調布雙葉小学校附属幼稚園
- 東京都市大学二子幼稚園
- 日体幼稚園
- 平安幼稚園
- マダレナ・カノッサ幼稚園
- 松沢幼稚園
- 三宿さくら幼稚園
- 善隣幼稚園
- 泰成幼稚園
- 東覚院千歳幼稚園
- 日本女子体育大学附属みどり幼稚園
- みょうじょう幼稚園
- ゆかり文化幼稚園
- 芦花幼稚園
- 和光幼稚園

#### 渋谷区
- 青山学院幼稚園
- 鶯谷さくら幼稚園
- 岸辺幼稚園
- 小鳩幼稚園
- 笹塚幼稚園
- シオン幼稚園
- 渋谷幼稚園
- 松濤幼稚園
- 渋谷同胞幼稚園
- 原宿幼稚園
- 帝京第一幼稚園
- 東郷幼稚園
- 鳩の森八幡幼稚園
- 福田幼稚園
- 松村幼稚園

#### 中野区
- 上ノ原幼稚園
- 金の峯幼稚園
- こまどり幼稚園
- 鷺宮学園幼稚園
- 第一若宮幼稚園
- 中野小鳩幼稚園
- 中野たから幼稚園
- 新渡戸文化子ども園
- 中野ひまわり幼稚園
- 日本ナザレン教団中野教会附属幼稚園
- 沼袋幼稚園
- 野方学院幼稚部
- ひかり幼稚園
- 宝仙学園幼稚園
- ほぜんじ幼稚園
- ほりこし幼稚園
- まこと幼稚園
- みやしろ幼稚園
- 桃園幼稚園
- やはた幼稚園
- ワカバ幼稚園
- 徳育幼稚園

#### 杉並区
- 阿佐谷幼稚園
- 井荻聖母幼稚園
- 井草幼稚園
- 和泉町幼稚園
- 大宮幼稚園
- 観泉寺幼稚園
- 玉成幼稚園
- 久我山幼稚園
- くまの幼稚園
- 光塩幼稚園
- 國學院大學附属幼稚園
- 小羊幼稚園
- 左内坂幼稚園
- 松苔幼稚園
- 杉並幼稚園
- 杉並教会幼稚園
- 杉並央文幼稚園
- 杉並東洋幼稚園
- 杉並日の出幼稚園
- 杉並ひまわり幼稚園
- 聖心学園幼稚園
- 清風幼稚園
- 世尊院幼稚園
- 高千穂幼稚園
- たから幼稚園
- ちどり幼稚園
- 角笛幼稚園
- 常盤ヶ丘幼稚園
- 中瀬幼稚園
- 西荻学園幼稚園
- 西荻まこと幼稚園
- 西田幼稚園
- 日本大学幼稚園
- のぞみ幼稚園
- 八幡幼稚園
- ひこばえ幼稚園
- 日の丸幼稚園
- 富士幼稚園
- 双百合幼稚園
- 宝陽幼稚園
- 明愛幼稚園
- 桃井幼稚園
- 裕和幼稚園
- レストナック幼稚園

#### 豊島区
- 愛心幼稚園
- 池袋いづみ幼稚園
- 学習院幼稚園
- 要町幼稚園
- 川村幼稚園
- こざくら幼稚園
- 白鳩幼稚園
- 聖パトリック幼稚園
- 草苑幼稚園
- 雑司ヶ谷幼稚園
- 豊島幼稚園
- 長崎幼稚園
- 並木幼稚園
- 豊南幼稚園
- 目白幼稚園
- もみじ幼稚園

#### 北区
- あかいとり幼稚園
- 赤羽幼稚園
- 明日香幼稚園
- 飛鳥すみれ幼稚園
- いなり幼稚園
- 桜輪幼稚園
- 樫の木幼稚園
- 石川幼稚園
- 上中里幼稚園
- 木内鳩の家幼稚園
- 北幼稚園
- 光明院幼稚園
- 島田第一幼稚園
- 城北ひまわり幼稚園
- すずらん幼稚園
- 聖学院幼稚園
- 星美学園幼稚園
- 聖母の騎士幼稚園
- 成立学園幼稚園
- 田端さくら幼稚園
- 東京成徳短大附幼稚園
- 富士見幼稚園
- 明照幼稚園

#### 荒川区
- 荒川若葉幼稚園
- 北豊島幼稚園
- 真成幼稚園
- 道灌山幼稚園
- 三河島幼稚園

#### 板橋区
- 赤塚幼稚園
- 板橋富士見幼稚園
- 板橋向原幼稚園
- 板橋明星幼稚園
- 板橋わかくさ幼稚園
- 大谷口幼稚園
- 落合幼稚園
- かごめ幼稚園
- きよみ幼稚園
- こうま幼稚園
- サンシティ聖母幼稚園
- 淑徳幼稚園
- 松月院幼稚園
- 城山幼稚園
- 城山みどり幼稚園
- 瑞法幼稚園
- 大東文化大学附青桐幼稚園
- 帝京幼稚園
- 帝都幼稚園
- 東京家政大学附みどりヶ丘幼稚園
- ときわ幼稚園
- 常盤台めぐみ幼稚園
- 徳丸幼稚園
- 中台幼稚園
- なでしこ幼稚園
- 成増幼稚園
- 成増すみれ幼稚園
- ふたば幼稚園
- 前野幼稚園
- まきば幼稚園
- まるやま幼稚園
- みその幼稚園
- 見次幼稚園
- 緑ヶ丘幼稚園
- みやこ幼稚園
- 武蔵野音楽大学第二幼稚園
- 稚竹幼稚園

#### 練馬区
- 愛和幼稚園
- 旭幼稚園
- 江古田幼稚園
- 練馬いずみ幼稚園
- 大泉幼稚園
- 大泉学園幼稚園
- 大泉小鳩幼稚園
- 大泉富士幼稚園
- 大泉双葉幼稚園
- 大泉文華幼稚園
- 上石神井幼稚園
- 北町カトリック幼稚園
- 向南幼稚園
- さかえ幼稚園
- 桜台幼稚園
- 石神井幼稚園
- 石神井南幼稚園
- 寿福寺幼稚園
- 寿福寺第二幼稚園
- 白ふじ幼稚園
- 信愛学舎みどり幼稚園
- 浄風幼稚園
- 進幼稚園
- 清心幼稚園
- 関町カトレヤ幼稚園
- 関町白百合幼稚園
- 関町ちぐさ幼稚園
- 高松幼稚園
- 田柄幼稚園
- 中新井幼稚園
- 中里幼稚園
- 仲町幼稚園
- 南光幼稚園
- 練馬幼稚園
- 練馬白菊幼稚園
- 練馬ひかり幼稚園
- ビクター幼稚園
- 不二幼稚園
- ほうや幼稚園
- みずほ幼稚園
- みのり幼稚園
- 武蔵野音楽大学第一幼稚園
- 力行幼稚園

#### 足立区
- 足立幼稚園
- 足立愛育幼稚園
- 足立あおい幼稚園
- 足立サレジオ幼稚園
- 足立白うめ幼稚園
- 足立たちばな幼稚園
- 足立つくし幼稚園
- 足立つばめ幼稚園
- 足立双葉幼稚園
- 足立みどり幼稚園
- 伊興幼稚園
- 石鍋幼稚園
- いずみ幼稚園
- 梅島幼稚園
- 小倉幼稚園
- 栗島幼稚園
- 黒川幼稚園
- 黒田幼稚園
- 弘道幼稚園
- 興南幼稚園
- 江北さくら幼稚園
- 江北白百合幼稚園
- こだま幼稚園
- 五反野幼稚園
- 佐藤幼稚園
- 鹿浜愛育幼稚園
- 春光幼稚園
- 城北幼稚園
- 親愛幼稚園
- 杉の子幼稚園
- 聖フランシスコ幼稚園
- 聖和幼稚園
- 千住寿幼稚園
- 第一若草幼稚園
- 竹塚幼稚園
- 橘幼稚園
- チェリー幼稚園
- 東京白百合幼稚園
- 舎人幼稚園
- とねり伊藤幼稚園
- 中条幼稚園
- 西新井幼稚園
- のぞみ幼稚園
- はなぞの幼稚園
- 花畑八千代幼稚園
- 福寿院幼稚園
- ふちえ幼稚園
- 保木間幼稚園
- 本行寺第二伊興幼稚園
- 満願寺幼稚園
- 美松学園幼稚園
- 六木幼稚園
- 八千代幼稚園
- 専念寺幼稚園

#### 葛飾区
- 青鳩幼稚園
- あすなろ幼稚園
- あやめ幼稚園
- 延命幼稚園
- 葛飾こどもの園幼稚園
- 葛飾白百合幼稚園
- 葛飾しらゆり学園幼稚園
- 葛飾二葉幼稚園
- 葛飾みどり幼稚園
- 葛飾やまびこ幼稚園
- 葛飾若草幼稚園
- 金町幼稚園
- 上平井幼稚園
- 共栄幼稚園
- 熊野幼稚園
- 柴又帝釈天附属ルンビニー幼稚園
- 新小岩ちぐさ幼稚園
- 千鶴幼稚園
- 東光幼稚園
- 東江幼稚園
- 浜島幼稚園
- 遍照院幼稚園
- まどか幼稚園
- 摩耶幼稚園
- 水元八千代幼稚園
- みどりかげ幼稚園
- 明昭幼稚園
- 明昭第二幼稚園
- やくし幼稚園
- 和光幼稚園

#### 江戸川区
- 暁幼稚園
- 宇喜田幼稚園
- 江戸川幼稚園
- 江戸川こざくら幼稚園
- 江戸川仲町幼稚園
- 江戸川双葉幼稚園
- 江戸川めぐみ幼稚園
- 大杉神明幼稚園
- 葛西めぐみ幼稚園
- 上一色幼稚園
- かんしち幼稚園
- 源法寺幼稚園
- こじか幼稚園
- 小松川めぐみ幼稚園
- 篠崎若葉幼稚園
- 浄興幼稚園
- 新小岩幼稚園
- 杉の子育英幼稚園
- 聖いずみ幼稚園
- 清新めぐみ幼稚園
- 聖明幼稚園
- 浅間幼稚園
- 第二押上幼稚園
- なぎさ幼稚園
- 西小岩幼稚園
- 二ノ江幼稚園
- ばとうばし幼稚園
- 東一の江幼稚園
- 東小松川幼稚園
- 松江ひかり幼稚園
- 松本幼稚園
- マヤ幼稚園
- みなもと幼稚園
- 明聖第一幼稚園
- 明聖第二幼稚園
- 明聖第三幼稚園
- 明福寺ルンビニー学園幼稚園
- レジナ幼稚園

### 八王子市
- 麻生学園南多摩幼稚園
- 犬目幼稚園
- おさひめ幼稚園
- かしわ幼稚園
- グリーンヒル幼稚園
- サンライズ幼稚園
- 真理学園幼稚園
- 永明院ルンビニ幼稚園
- 聖公会八王子幼稚園
- 聖徳大学多摩幼稚園
- 聖徳大学八王子幼稚園
- セント・ベル幼稚園
- 高尾幼稚園
- たてまち幼稚園
- 多摩なかよし幼稚園
- 帝京大学幼稚園
- 東京ゆりかご幼稚園
- なかの幼稚園
- なかよし幼稚園
- 長沼幼稚園
- 八王子幼稚園
- 八王子桑の実幼稚園
- 八王子実践幼稚園
- 八王子白百合幼稚園
- 八王子すみれ幼稚園
- 本町幼稚園
- みころも幼稚園
- 武蔵野幼稚園
- 元八王子幼稚園
- 柚木武蔵野幼稚園
- 横川幼稚園

### 立川市
- キンデルガルテン松中幼稚園
- こばと幼稚園
- 子供の国若草幼稚園
- 立川幼稚園
- 立川かしの木幼稚園
- 立川双葉幼稚園
- 立川みどり幼稚園
- 多摩幼稚園
- 藤幼稚園
- みたから幼稚園
- めぐみ幼稚園

### 武蔵野市
- 栄光乃園幼稚園
- 樫の実幼稚園
- けやき幼稚園
- 聖徳幼稚園
- すみれ幼稚園
- 聖泉幼稚園
- みやま幼稚園
- 武蔵野相愛幼稚園
- 武蔵野中央幼稚園
- 武蔵野中央第二幼稚園
- 武蔵野東第一幼稚園
- 武蔵野東第二幼稚園

### 三鷹市
- 鶏鳴幼稚園
- 春清学苑幼稚園
- 長久寺学園幼稚園
- フイッシャー幼稚園
- 三鷹幼稚園
- 三鷹小鳩幼稚園
- 三鷹杉の子幼稚園
- 三鷹台幼稚園
- 三鷹中原幼稚園
- 三鷹のぞみ幼稚園
- 三鷹双葉幼稚園
- 三鷹みずほ幼稚園
- 三鷹若葉幼稚園
- 明星台幼稚園
- 牟礼幼稚園
- 明泉幼稚園

### 青梅市
- 青梅幼稚園
- 四恩幼稚園
- 聖母幼稚園
- 第二あけぼの幼稚園
- ねむのき幼稚園
- 福島学園幼稚園

### 府中市
- あおい第一幼稚園
- 北山幼稚園
- 三光幼稚園
- 府中おともだち幼稚園
- 府中佼成幼稚園
- 府中白糸台幼稚園
- 府中白百合幼稚園
- 府中白百合第二幼稚園
- 府中新町幼稚園
- 府中つくし幼稚園
- 府中天神町幼稚園
- 府中ひばり幼稚園
- 府中文化幼稚園
- 府中わかば幼稚園
- 武蔵野学園ひまわり幼稚園
- 明星幼稚園

### 昭島市
- 昭島幼稚園
- 昭島恵泉幼稚園
- 昭島すみれ幼稚園
- 昭島台幼稚園
- あけの星幼稚園
- 栗ノ沢幼稚園
- 啓明学園幼稚園

### 調布市
- 晃華学園マリアの園幼稚園
- 駿河台大学第一幼稚園
- 仙川かおる幼稚園
- 染地幼稚園
- 調布白菊幼稚園
- 調布星美幼稚園
- 調布たちばな幼稚園
- 調布多摩川幼稚園
- 調布るんびに幼稚園
- 調布若竹幼稚園
- つつじがおか幼稚園
- 東京緑ヶ丘幼稚園
- 桐朋幼稚園
- マルガリタ幼稚園

### 町田市
- 文化幼稚園
- 相原幼稚園
- 桜美林幼稚園
- 小川幼稚園
- 開進幼稚園
- カナリヤ幼稚園
- きそ幼稚園
- 慶松幼稚園
- 高ヶ坂幼稚園
- 子どもの森幼稚園
- 境川幼稚園
- さふらん幼稚園
- 正和幼稚園
- 第一富士幼稚園
- 立華幼稚園
- 玉川学園幼稚部
- 玉川中央幼稚園
- つくし野天使幼稚園
- 鶴川シオン幼稚園
- フェリシア幼稚園
- 鶴川若竹幼稚園
- 成瀬台幼稚園
- 原町田幼稚園
- 光幼稚園
- 藤の台幼稚園
- 町田こばと幼稚園
- 町田自然幼稚園
- 町田こひつじ幼稚園
- 南ヶ丘幼稚園
- 町田すみれ幼稚園
- 町田ひまわり幼稚園
- 山ゆり幼稚園
- 和光鶴川幼稚園

### 小金井市
- 小金井教会幼稚園
- 小金井みどり幼稚園
- こどものくに幼稚園
- せいしん幼稚園
- 聖霊幼稚園
- ぬくい南幼稚園
- 朋愛幼稚園
- みそら幼稚園

### 小平市
- 小平あおば幼稚園
- 小平学園幼稚園
- 小平神明幼稚園
- 小平なみき幼稚園
- 小平花小金井幼稚園
- 小平姫百合幼稚園
- 小平みどり幼稚園
- 小平若竹幼稚園
- 白梅学園大学附属幼稚園
- 洗心幼稚園
- たかのだい幼稚園
- なおび幼稚園
- 丸山幼稚園
- 弥生台幼稚園
- りんどう幼稚園

### 日野市
- 欣浄寺みのり幼稚園
- 光塩日野幼稚園
- 杉野幼稚園
- 日野しらゆり幼稚園
- 日野台幼稚園
- 日野・多摩平幼稚園
- 日野ひかり幼稚園
- 日野ふたば幼稚園
- 日野わかくさ幼稚園
- 百草台幼稚園

### 東村山市
- 秋津幼稚園
- 麻の実幼稚園
- 久米川幼稚園
- 晃華学園暁星幼稚園
- 精心幼稚園
- 多摩みどり幼稚園
- 東村山しらぎく幼稚園
- 東村山むさしの幼稚園
- まりあ幼稚園
- 美住幼稚園
- 南台幼稚園

### 国分寺市
- 国分寺幼稚園
- 国分寺けやき幼稚園
- 坂の上幼稚園
- 白鳥幼稚園
- みふじ幼稚園
- むらさき幼稚園

### 国立市
- 国立音楽大学附幼稚園
- 国立学園附属かたばみ幼稚園
- 国立冨士見台幼稚園
- 国立ふたば幼稚園
- 国立文化幼稚園
- 小百合幼稚園
- つぼみ幼稚園
- 東立川幼稚園
- ママの森幼稚園

### 福生市
- 牛浜幼稚園
- 聖愛幼稚園
- 清岩院幼稚園
- 福生多摩幼稚園

### 狛江市
- 子鹿幼稚園
- 狛江こだま幼稚園
- 狛江みずほ幼稚園

### 東大和市
- 狭山ヶ丘幼稚園
- 大和八幡幼稚園
- 大和富士幼稚園

### 清瀬市
- きよせ幼稚園
- 清瀬しらうめ幼稚園
- 清瀬たから幼稚園
- 清瀬ひかり幼稚園
- 清瀬富士見幼稚園
- 清瀬ゆりかご幼稚園
- 東星学園幼稚園

### 東久留米市
- 落合幼稚園
- 久留米幼稚園
- 久留米神明幼稚園
- 神山幼稚園
- 豊島なでしこ幼稚園
- 前沢幼稚園
- 緑ヶ丘幼稚園
- 自由学園幼児生活団幼稚園

### 武蔵村山市
- 東京多摩幼稚園
- 武蔵みどり幼稚園
- むらやま幼稚園
- 村山いずみ幼稚園

### 多摩市
- おだ学園幼稚園
- 錦秋幼稚園
- 諏訪幼稚園
- せいとく幼稚園
- 多摩みゆき幼稚園
- 東京大谷幼稚園
- 富士ヶ丘幼稚園
- 文化女子大学附属すみれ幼稚園
- 緑ヶ丘幼稚園

### 稲城市
- 青葉幼稚園
- 駒沢女子短期大学付属こまざわ幼稚園
- コマクサ幼稚園
- はなぶさ幼稚園
- 平尾わかば幼稚園
- 矢の口幼稚園
- 梨花幼稚園

### 羽村市
- 五ノ神幼稚園
- さかえ幼稚園
- 多摩学院幼稚園
- 羽村善隣幼稚園
- 富士学院幼稚園
- 村野小鳩幼稚園
- ルーテル羽村幼稚園

### あきる野市
- 秋川幼稚園
- 秋川文化幼稚園
- 草花幼稚園
- すもも木幼稚園
- 多摩川幼稚園
- ほうりんじ幼稚園

### 西東京市
- クリスト・ロア幼稚園
（2013年3月閉園）
- つくし幼稚園
- 東京女子学院幼稚園
- ひなぎく幼稚園
- ひばりヶ丘幼稚園
- 宝樹院幼稚園
- みどりが丘保谷幼稚園
- 武蔵野大学附属幼稚園
- こみね幼稚園
- 田無いづみ幼稚園
- 田無富士見幼稚園
- 田無向ヶ丘幼稚園
- 明成幼稚園
- 谷戸幼稚園

### 西多摩郡
- 如意輪幼稚園
- 福正寺松濤幼稚園
- 瑞穂のぞみ幼稚園
- 日の出幼稚園